# Joaquim Nin i Castellanos
Josep Joaquim Nin i Castellanos (l'Havana, 29 de setembre de 1879 - l'Havana, 24 d'octubre de 1949) fou un pianista i compositor, pare de l'escriptora Anaïs Nin.

## Biografia
Fou fill de l'escriptor català en llengua castellana, Joaquim Nin i Tudó. i de la cubana de Camagüey Àngela Castellanos Perdomo. Va estudiar a Barcelona amb Carles G. Vidiella i Felip Pedrell, amb qui tindria una llarga amistat. Va intervenir en la cinquena Festa Modernista de Sitges l'any 1898 amb un concert de piano. Posteriorment es trasllada a estudiar a París (1902), on estudià composició amb Vincent d'Indy a la Schola Cantorum, de la qual esdevé professor (1905-1908). El 1909 fou nomenat professor honorari de la universitat nova de Brussel·les. La seva carrera de pianista el dugué a residir a Brussel·les (1908-1910) i a Berlín. El 1911 passà a l'Havana, on fundà un conservatori i una societat de concerts, de vida efímera. Residí novament a Brussel·les, i el 1913 anà a París. En iniciar-se la Primera Guerra Mundial tornà a l'Havana.
De les seves obres per a piano destaquen Danse ibérienne (1926), Chaîne de valses (1927), Message à Debussy (1929) i Berceuse pour les orphelins d'Espagne (1939). De la seva música de cambra Au jardin de Lindaraja (1927) i Rhapsodie ibérienne (1930). També va escriure obres per a cant i piano i el ballet L'écharpe bleue (1937). Edità i interpretà obres hispàniques cultes: 16 sonates anciennes (1925), 17 sonates et pièces anciennes (1929), 10 pièces, per a violí i piano (1937); publicà la col·lecció Noëls espagnols (1934) i Canciones picarescas, de Pau Esteve i de Blas de Laserna. Va escriure llibres sobre qüestions musicals, com Pour l'art (1909) i Idées et commentaires (1912).
Joaquim Nin es va casar amb la cantant d'òpera cubana d'ascendència danesa i francesa Rosa Culmell i Vaurigaud i era el pare del també compositor i pianista Joaquim Nin-Culmell, de l'empresari Thorvald Nin i de la famosa escriptora Anaïs Nin.
El primer nom, Josep, no el feia servir, però sovint signava "J. Joaquín Nín".